# Karl Walter Nowak
Karl Walter „Kary“ Nowak (* 29. August 1943 in Wien) ist ein österreichischer Autor.

## Biographie
Nach zehn Jahren Tätigkeit im Postverkehrsbüro Wien sowie acht Jahren Organisationstätigkeit und Projektmanagement in einem Elektrokonzern begann er zu schreiben. Nowak wurde Chefredakteur der ersten überregionalen ökologisch ausgerichteten Zeitschrift Besser Leben. Danach gründete er die Umweltorganisation Bruder Baum und organisierte mehrere Ökologieprojekte, wie beispielsweise mit Unterstützung von Friedensreich Hundertwasser die Aktion Baumpatenschaft in Wien und mit Unterstützung von Kurt Falk die österreichweite Wassertestaktion Nitrat im Trinkwasser.
Als überzeugter Friedensaktivist organisierte Nowak das Neutralitätsvolksbegehren von 1996 und verstärkte diese Friedensbotschaft als unabhängiger Kandidat bei der Bundespräsidentenwahl in Österreich 1998 (er erhielt 1,9 % der Stimmen). Seit 1999 bezeichnet Nowak seine Tätigkeit als „Projektorganisator, Selbstwert- und Kommunikationstrainer“.
Er ist seit 1975 verheiratet und hat drei erwachsene Kinder.

## Veröffentlichungen und Kritik
Er verfasste 1992 den umstrittenen Krebsheiler Report, 1996 einen Science-Fiction-Roman mit dem Titel Friedenskrieg und 2007 gemeinsam mit Michael G. Reichl den Ratgeber Die sieben Geheimnisse der Reichen. Kritiker werfen Karl Walter Nowak vor, dass es sich bei seinem Roman um „rechtsextreme Science-Fiction“ handele, die sich an die Verschwörungstheorien Jan van Helsings (alias Jan Udo Holey) anlehne und ihn als spirituellen Lehrer preise. Wegen vergleichbarer Behauptungen (während des Neutralitätsvolksbegehrens) hat Nowak 1995/96 den ORF geklagt und sowohl vor der Rundfunkkommission als auch zivilgerichtlich Recht bekommen.